# حجة الخرزة اللاصقة
في السياقات العامّة، حجة الخرزة اللاصقة هي تجربة فكرية بسيطة مصمّمة لإظهار أن الأمواج الثقالية هي أمر تم التنبّؤ به بالفعل في نظريّة النسبية العامة، ويمكن أن يكون له تأثيرات جسديّة. هذه الادّعاءات لم تكن مقبولة على نطاق واسع قبل عام 1955، ولكن بعد إدخال «نظريّة الخرزة اللاصقة» إلى الوسط العلمي، سرعان ما اختفت كل الشكوك العالقة حول هذا الموضوع.
يرجع الفضل في معظم هذه النظريّة إلى هيرمان بوندي، الذي أشاع النظريّة، ولكن يبدو للبعض أن أول من جادل بهذه الفكرة هو ريتشارد فاينمان تحت اسم مستعار.

## الوصف
تم وصف التجربة الفكريّة لأول مرّة من قبل فاينمان (تحت اسم مستعار«السيّد سميث») في عام 1957، في مؤتمر تشابل هيل، في كارولينا الشماليّة، وتمّ تناولها لاحقاً في رسالته الخاصّة:
"كاشف فاينمان للموجات الثقاليّة: هو ببساطة خرزتين تتدحرجان بحريّة (بشرط وجود أقل قدر ممكن من الاحتكاك) على قضيب صلب. عندما تمرّ الموجة فوق القضيب، تحافظ القوى الذريّة على طول القضبان، لكن المسافة بين الخرزتين تتذبذب، لذلك تحتك الخرزتان بالقضيب، مما يولّد حرارة.
بما أن الموجات الثقاليّة تنتشر عرضيّاً، يجب توجيه القضيب ليكون متوضّعاً بشكل عمودي على جهة انتشار الموجة.

## تاريخ المجادلات حول خصائص الموجات الثقاليّة

### انعكاس آينشتاين المزدوج
جادل مؤلّف نظريّة النسبية العامة، ألبرت آينشتاين، في عام 1916؛ بأنّه يجب إنتاج الأمواج الثقاليّة من خلال تكوين طاقة جسيميّة لحظيّة رباعيّة متغيّرة بمرور الوقت. باستخدام معادلة حقليّة خطيّة (مناسبة لدراسة حقول الجاذبيّة الضعيفة)، حيث استنبط الصيغة الرباعيّة الشهيرة التي تحدّد المعدّل الذي يجب أن تحمله هذه الإشعاعات بالطّاقة. تتضمّن أمثلة الأنظمة التي تحتوي على لحظات متفاوتة زمنيّاً رباعيّات الأوتار الهزّازة، والقضبان التي تدور حول محور عمودي على محور تناظر القضيب.
في عام 1922، كتب آرثر ستانلي إدينجتون ورقة تعبّر (على ما يبدو لأوّل مرّة) عن الرأي القائل بأنّ الموجات الثقاليّة هي في أساسها تموّج في نسقها، وليس لها أي معنى مادّي. لم يكن يقدّر حجج آينشتاين بأنّ الأمواج حقيقيّة.
في عام 1936، أعاد آينشتاين اكتشاف فراغات بيك مع ناثان روزين، وهي مجموعة من حلول الموجات الثقاليّة الدقيقة ذات التناظر الأسطواني (تسمّى أحياناً موجات آينشتاين- روزين). أثناء دراسة حركة جسيمات الاختبار ضمن المجموعة السابقة من الحلول، أصبح كل من آينشتاين وروزين مقتنعين بأنّ الموجات الثقاليّة غير مستقرّة للانهيار. وضّح آينشتاين نفسه لاحقاً وصرّح بأن الأمواج الثقاليّة لم تكن جزءاً من نظريّته في نهاية المطاف.

### مؤتمرات بيرن وتشابل هيل
في عام 1955، أقيم مؤتمر هام في إطار الاحتفال بالذكرى المئويّة للنسبيّة الخاصّة في بيرن، عاصمة سويسرا؛ حيث كان آينشتاين يعمل في مكتب براءات الاختراع الشهير خلال فترة ما قبل الزواج. حضر روزين وألقى محاضرة قام فيها بحساب المعيّن المساعد لآينشتاين والضغط والطاقة والعزم الدافع. وتبيّن أن هذه المقادير كانت معدومة بالنسبة لموجات آينشتاين- روزين، وجادل روزن بأنّ هذا أعاد التأكيد على النتيجة السلبيّة التي توصل إليها مع آينشتاين في عام 1936.
مع ذلك، في هذا الوقت؛ كان عدد قليل من الفيزيائيين مثل فيليكس بيراني وإيفور روبنسون، قد أدركوا الدور الذي لعبه الانحناء في إنتاج تسارع المد والجزر، وكانوا قادرين على إقناع العديد من أقرانهم بأن الأمواج الثقاليّة ستنتج بالفعل. مع ذلك، استمرّ بعض علماء الفيزياء في التشكيك في ما إذا كان الإشعاع سينتج عم طريق نظام النجوم الثنائيّة، حيث يجب أن تكون خط العالم لمراكز كتلة النجوم وفقاً لتقدير EHI (يعود إلى عام 1938 وبسبب آينشتاين وإنفيلد وبانيش هوفمان)، يتبع شبكة الإحداثيّات الجيوديزية.

### حجة فاينمان
في وقت لاحق في مؤتمر تشابل هيل، استخدم ريتشارد فاينمان –الذي أصرّ على التسجيل تحت اسم مستعار للتعبير عن ازدرائه لحالة الفيزياء الثقاليّة المعاصرة- وصف بيراني من أجل الإشارة إلى أن موجة الجاذبيّة عابرة من حيث المبدأ تسبب ما يعرف بنظريّة الخرزة اللاصقة (بحيث تكون موجهة بشكل عمودي على جهة انتشار الموجة) لتنزلق ذهاباً وإياباً وبالتالي ستسخن الخرزة والقضيب بسبب الاحتكاك. هذا التسخين، قال حسب فاينمان يظهر أن الموجة الثقاليّة أعطت بالفعل طاقة لنظام الخرزة والقضيب، لذلك يجب أن تنقل الطاقة بالفعل، على عكس الرؤية التي عبّر عنها روزين في عام 1955.
في صحيفتين في عام 1957، استخدم بوندي وبشكل منفصل جوزيف ويبر وجون أرشيبالد ويلر، حجة الخاطئة لتقديم تفنيد تفصيلي لحجّة روزين.

### آراء روزين الأخيرة
واصل ناثان روزين المجادلة حتى وقت متأخر من سبعينيّات القرن الماضي، على أساس المفارقة المفترضة التي تنطوي على رد فعل الموجات الثقاليّة، والتي تقول أن الأمواج الثقاليّة لم يتم في الواقع التنبّؤ بها في نظريّة النسبيّة العامّة. تم تفسير حججه بشكل غير صحيح، ولكن على كل حال، كانت نظريّة الخرزة اللاصقة قد أقنعت الفيزيائيّين الآخرين بحقيقة تنبّؤ نظريّة النسبيّة بالأمواج الثقاليّة.